# Picúa
Picúa est une localité de la paroisse civile d'Yapacana dans la municipalité d'Atabapo dans l'État d'Amazonas au Venezuela sur le río Ventuari, à proximité de son confluent avec le río Guapachí.